# Romange
Romange – miejscowość i gmina we Francji, w regionie Burgundia-Franche-Comté, w departamencie Jura.
Według danych na rok 1990 gminę zamieszkiwały 154 osoby, a gęstość zaludnienia wynosiła 28 osób/km² (wśród 1786 gmin Franche-Comté Romange plasuje się na 590. miejscu pod względem liczby ludności, natomiast pod względem powierzchni na miejscu 766.).